# Piotr Ohryzko
Piotr Ohryzko, ukr. Петро Огризко (ur. 18 listopada 1891 w Tarnawatce, w ówczesnej guberni chełmskiej, zm. 10 kwietnia 1944 w Czartowcu) – duchowny prawosławny, święty.

## Życiorys
Urodził się w rodzinie Jana i Katarzyny. Miał młodsze rodzeństwo – brata i siostrę – które zginęło w czasie I wojny światowej. Po ukończeniu szkoły rolniczej podjął pracę nauczyciela, jednak wkrótce potem wstąpił do Prawosławnego Seminarium Duchownego w Krzemieńcu, które ukończył w 1923. W tym samym też roku został wyświęcony w Krzemieńcu na kapłana. Przed święceniami ożenił się z Zinaidą z d. Ostapczuk, córką nauczyciela w Jabłonowie na Połtawszczyźnie.
Po święceniach ks. Ohryzko objął parafię w Oryniach (pow. Włodzimierz Wołyński), zaś w latach 1924–1927 pełnił posługę w Bużkowicach (pow. Dubno). W 1927 żona ks. Ohryzki została oskarżona o sympatie komunistyczne i aresztowana. O wspieranie jej działań został niesłusznie oskarżony też duchowny. Do czasu wyjaśnienia sprawy kapłan został usunięty z parafii i skierowany na rok do monasteru w Zahajcach, cała sprawa spowodowała jednak rozpad małżeństwa. Mimo osobistych problemów duchowny pełnił później posługę w Pieczornem (pow. Krzemieniec), Horodyszczu (pow. Łuck) oraz Markowiczach (pow. Horochów). Po wybuchu II wojny światowej kapłan znalazł się w strefie okupowanej przez Niemców, gdzie został duszpasterzem w Suminie (pow. Tomaszów Lubelski), a następnie w Moreszynie (pow. Zamość).
W Moreszynie ks. Ohryzko duchowny kilkakrotnie padał ofiarą napadów rabunkowych. Ostatecznie został brutalnie zamordowany podczas odprawiania nabożeństwa 10 kwietnia 1944 w Czartowcu (w filialnej cerkwi parafii w Moreszynie) przez bliżej nieznaną grupę. Duchownego wyprowadzono z cerkwi, ubranego w ornat przeprowadzono przez wieś i po torturach zabito w miejscu nazywanym Kłakowicką Łąką. Tam też jego szczątki zostały pochowane.
20 marca 2003 decyzją soboru Polskiego Autokefalicznego Kościoła Prawosławnego ogłoszony został świętym. Uroczystości kanonizacyjne odbyły się w dniach 7–8 czerwca 2003 w Chełmie.